# Calostephane
Calostephane Benth., é um género botânico pertencente à família Asteraceae.
Espécies
- Calostephane angolensis (O. Hoffm.) Anderb.
- Calostephane divaricata Benth.
- Calostephane eylesii
- Calostephane foliosa Klatt
- Calostephane huillensis
- Calostephane madagascariensis (Humbert) Anderb.
- Calostephane marlothiana O. Hoffm.
- Calostephane punctulata
- Calostephane schinzii O. Hoffm.
- Calostephane setosa

Sinonímia
- Mollera O. Hoffmann & Prantl